# Klitoromegali
Klitoromegali är ett patologiskt tillstånd av förstorad klitoris (hypertrofi). Klitoromegali kan vara medfött eller sekundärt i förhållande till andra sjukdomar eller läkemedel.
Med klitoromegali menas ett klitorisollon – den utåt synliga delen av klitorisen – som är större än 1,5 x 2,5 cm. Hos nyfödda kan klitoromegali se ut som en liten penis, och då uppkomma tillsammans med ihopväxta blygdläppar som påminner om scrotum. Det ingår i alla åldrar som kliniskt kriterium på kvinnlig hyperandrogenism, tillsammans med manligt håravfall, hirsutism, akne, djupare röstklang, större muskelmassa, bukfetma, kroppslukt, och förstärkt sexualdrift. Graden klitoromegali är en viktig aspekt i bedömningen av genital virilism, som brukar definieras enligt Praderskalan från 0 (ingen genital virilism) till 5 (där den genitala virilismen är fullständig).
Förvärvad klitoromegali kan bero på störningar i äggstockarnas funktion som vid polycystiskt ovariesyndrom (PCOS), eller andra endokrina rubbningar som ger hyperandrogenism, eller uppkomma efter intag av Danazol. Undantagsvis kan det uppkomma av leiomyosarkom i klitoris. I de flesta fall beror klitoromegali på PCOS, följt av hormonproducerande tumörer. Vidare förekommer det som biverkning till anabola steroider.
Klitoromegali kan ingå i en medfödd intersexuell störning, då tillståndet uppträder tidigt i livet. Om fenotypen är mera manlig, bildas en mikropenis i stället för klitoromegali. Det finns vidare ett medfött Lipodystrofiskt syndrom, då klitoromegalin hänger samman med medfödd avsaknad av underhudsfett, tydligt utvecklade muskler, och hastig och stor skelettillväxt.
Undersökningar om huruvida en person har klitoromegali är aktuella för utredningar om virilisation, exempelvis vid för tidig pubertet, eller ofrivillig barnlöshet. Tillståndet förekommer ofta, men inte alltid, tillsammans med hirsutism. Båda tillstånden sammanfaller med kraftigt förhöjda nivåer androgener. Klitoromegali utan hirsutism förekommer vid förhöjda nivåer DHEA, och klitromegali med hirsutsim också med förhöjda nivåer testosteron. Dock antas testosteron som läkemedel orsaka tillståndet.